# Šaban Šaulić
Šaban Šaulić (in serbo Шабан Шаулић?; Šabac, 6 settembre 1951 – Bielefeld, 17 febbraio 2019) è stato un cantante serbo.
Nel corso della sua ricca carriera Šaban Šaulić ha ottenuto dal pubblico e dai media il soprannome di Re della musica popolare.

## Carriera
Appena diciottenne, incise il primo singolo Dajte mi utjehu nel 1969, per l'etichetta PGP RT. Fino al 1976 autore dei testi delle sue canzoni fu Budimir Jovanović, mentre successivamente compose per lo più da solo, prevalentemente su testi di Rade Vučković.
Le canzoni Dođi da ostarimo zajedno e Dva galeba bela sono considerate dalla critica come due delle migliori canzoni popolari serbe di tutti i tempi.
Šaulić apparve nel film Sok od šljiva (1981), mentre nella seconda stagione della serie Ubice mog oca cantò la canzone Nemam više nikoga.
Fu componente della giuria negli spettacoli musicali Zvezde Granda (2013–2016) e Pinkove zvezde (2016–2017).

## Discografia

### Singoli
- Dajte mi utjehu (1969)
- Sutra nek dođe kraj (1970)
- Zbog neverstva jedne žene (1970)
- Sada je svemu kraj (1971)
- Sjećam se te žene (1972)
- Bio sam pijanac (1972)
- Dva oka njena (1973)
- Ne pitaj me kako mi je, druže (1973)
- Duša me boli, draga (1974)
- Kako si, majko, kako si, oče (1974)
- Na stolu pismo od majke/Voleo sam tvoje oči plave (1975)
- Ti motiku, a ja plug (1975)
- Ti si sada srećna (1975)
- Uvenuće narcis beli (1976)
- Nije on čovek za tebe (1976)
- Nemoj pogled da sakrivaš (1977)
- Dođi da ostarimo zajedno/Zbog tebe sam postao takav (1978)
- Pozn'o bih te međ' hiljadu žena/Samo mene volela si lažno (1978)
- Dva galeba bela (1979)
- S namerom dođoh u veliki grad (1979)
- Ne plači, dobri domaćine (1981)
- Sneg je opet, Snežana/Najlepša ženo vremena svih (1981)

### Album
- Bio sam pijanac (1972)
- Tužno vetri gorom viju (1974)
- Šaban Šaulić (1975)
- Dođi da ostarimo zajedno (1978)
- Sudbina je moja u rukama njenim (1979)
- Ponovo smo na početku sreće (1980)
- Meni je s tobom sreća obećana (1981)
- Sve sam s tobom izgubio (1982)
- Tebi ne mogu da kažem ne - Ne plači, dušo (1984)
- Kafanska noć (1985)
- Kad bi čaša znala - Laku noć, ljubavi (1986)
- Biseri narodne muzike (1986)
- Kralj boema veruje u ljubav (1987)
- Samo za nju (1988)
- Vreme za zaljubljene (1988)
- Ljubav je pesma i mnogo više (1989)
- Pomozi mi, druže, pomozi mi, brate (1990)
- Ljubavna (1990)
- Anđeoska vrata (1992)
- Ljubavna drama (1994)
- Volim da volim (1995)
- Tebi koja si otišla (1996)
- Od srca (1996)
- Ljubav je slatka robija (1997)
- Tebe da zaboravim (1998)
- Za novi milenijum (1999)
- Nema ništa, majko, od tvoga veselja (2001)
- Kralj i sluga (2002)
- Šadrvani (2003)
- Telo uz telo (2005)
- Bogati siromah (2006)
- Milicu Stojan voleo (2008)